# The Handy Man
The Handy Man é um curta-metragem de comédia mudo norte-americano, realizado em 1918, com o ator cômico Oliver Hardy.

## Elenco
- Billy West
- Leatrice Joy
- Oliver Hardy - (como Babe Hardy)
- Ethel Marie Burton
- Leo White
- Joe Bordeaux